# Саутмонт (Північна Кароліна)
Саутмонт (англ. Southmont) — переписна місцевість (CDP) в США, в окрузі Девідсон штату Північна Кароліна. Населення — 1563 особи (2020).

## Географія
Саутмонт розташований за координатами 35°39′8″ пн. ш. 80°16′29″ зх. д. / 35.65222° пн. ш. 80.27472° зх. д. (35.652304, -80.274594).  За даними Бюро перепису населення США в 2010 році переписна місцевість мала площу 11,84 км², з яких 11,81 км² — суходіл та 0,03 км² — водойми. В 2017 році площа становила 16,96 км², з яких 11,81 км² — суходіл та 5,15 км² — водойми.

## Демографія
Згідно з переписом 2010 року, у переписній місцевості мешкало 1470 осіб у 593 домогосподарствах у складі 446 родин. Густота населення становила 124 особи/км².  Було 782 помешкання (66/км²).
Расовий склад населення:
| - 92,5 % — білих - 4,0 % — чорних або афроамериканців - 0,4 % — корінних американців - 0,4 % — азіатів - 0,1 % — вихідців з тихоокеанських островів |

До двох чи більше рас належало 1,8 %. Частка іспаномовних становила 1,8 % від усіх жителів.
За віковим діапазоном населення розподілялося таким чином: 22,3 % — особи молодші 18 років, 63,6 % — особи у віці 18—64 років, 14,1 % — особи у віці 65 років та старші. Медіана віку мешканця становила 43,2 року. На 100 осіб жіночої статі у переписній місцевості припадало 107,0 чоловіків;  на 100 жінок у віці від 18 років та старших — 102,8 чоловіків також старших 18 років.
Середній дохід на одне домашнє господарство  становив 70 570 доларів США (медіана — 67 114), а середній дохід на одну сім'ю — 72 517 доларів (медіана — 68 125). За межею бідності перебувало 13,3 % осіб, у тому числі 52,3 % дітей у віці до 18 років та 0,0 % осіб у віці 65 років та старших.
Цивільне працевлаштоване населення становило 736 осіб. Основні галузі зайнятості: освіта, охорона здоров'я та соціальна допомога — 30,6 %, виробництво — 21,7 %, науковці, спеціалісти, менеджери — 15,9 %.